# Medalha Edison IEEE
A Medalha Edison IEEE é concedida pelo Instituto de Engenheiros Eletricistas e Eletrônicos (IEEE) "por uma carreira de realizações meritórias em ciência elétrica, engenharia elétrica ou artes elétricas." É a mais antiga e prestigiosa medalha neste campo da engenharia nos Estados Unidos. O prêmio consiste em uma medalha de ouro, uma réplica de bronze, uma pequena réplica de ouro, um certificado e uma quantia em dinheiro. A medalha pode ser concedida a somente uma pessoa.
Nomeada em homenagem ao inventor e empresário Thomas Edison, a medalha foi criada em 11 de fevereiro de 1904 por um grupo de amigos de Edison. Quatro anos depois o American Institute of Electrical Engineers (AIEE) entrou em acordo com o grupo para conceder a medalha como seu mais distinto prêmio. A primeira medalha foi concedida em 1909 a Elihu Thomson.
Após a fusão do AIEE e do Institute of Radio Engineers (IRE), em 1963, formando o IEEE, foi decidido que a Medalha de Honra IEEE seria apresentada como a condecoração mais distinta do IEEE, enquanto a Medalha Edison seria a medalha principal do IEEE.

## Agraciados[2][3]
- 1909 – Elihu Thomson
- 1910 – Frank Julian Sprague
- 1911 – George Westinghouse
- 1912 – William Stanley
- 1913 – Charles Francis Brush
- 1914 – Alexander Graham Bell
- 1915 – Não houve premiação
- 1916 – Nikola Tesla
- 1917 – John Joseph Carty
- 1918 – Benjamin Garver Lamme
- 1919 – William Le Roy Emmet
- 1920 – Michael Pupin
- 1921 – Cummings Chesney
- 1922 – Robert Andrews Millikan
- 1923 – John William Lieb
- 1924 – John White Howell
- 1925 – Harris Joseph Ryan
- 1926 – Não houve premiação
- 1927 - William David Coolidge
- 1928 – Frank Baldwin Jewett
- 1929 – Charles Scott
- 1930 – Frank Conrad
- 1931 – Edwin W. Rice
- 1932 – Bancroft Gherardi
- 1933 – Arthur Edwin Kennelly
- 1934 – Willis Rodney Whitney
- 1935 – Lewis Stillwell
- 1936 – Alex Dow
- 1937 – Gano Dunn
- 1938 – Dugald Jackson
- 1939 – Philip Torchio
- 1940 – George Ashley Campbell
- 1941 – John Boswell Whitehead
- 1942 – Edwin Armstrong
- 1943 – Vannevar Bush
- 1944 – Ernst Alexanderson
- 1945 – Philip Sporn
- 1946 – Lee De Forest
- 1947 – Joseph Slepian
- 1948 – Morris E. Leeds
- 1949 – Karl B. McEachron
- 1950 – Otto Bernard Blackwell
- 1951 – Charles Wagner
- 1952 – Vladimir Zworykin
- 1953 – John Findley Peters
- 1954 – Oliver Ellsworth Buckley
- 1955 – Leonid Umansky
- 1956 – Comfort Adams
- 1957 – John Hodnette
- 1958 – Charles Kettering
- 1959 – James Fairman
- 1960 – Harold Smith Osborne
- 1961 – William Kouwenhoven
- 1962 – Alexander Monteith
- 1963 – John Robinson Pierce
- 1964 – Não houve premiação
- 1965 – Walker Lee Cisler
- 1966 – Wilmer Lanier Barrow
- 1967 – George Harold Brown
- 1968 – Charles Avila
- 1969 – Hendrik Wade Bode
- 1970 – Howard H. Aiken
- 1971 – John Wistar Simpson
- 1972 – William Hayward Pickering
- 1973 – Bernard Tellegen
- 1974 – Jan Rajchman
- 1975 – Sidney Darlington
- 1976 – Murray Joslin
- 1977 – Henri Busignies
- 1978 – Daniel Noble
- 1979 – Albert Rose
- 1980 – Robert Adler
- 1981 – Cassius Chapin Cutler
- 1982 – Nathan Cohn
- 1983 – Herman Schwan
- 1984 – Eugene Irving Gordon
- 1985 – John Daniel Kraus
- 1986 – James Flanagan
- 1987 – Robert Henle
- 1988 – James Ross MacDonald
- 1989 – Nick Holonyak
- 1990 – Archie Waugh Straiton
- 1991 – John Louis Moll
- 1992 – Dave Forney
- 1993 – James Herbert Pomerene
- 1994 – Leslie A. Geddes
- 1995 – Robert Lucky
- 1996 – Floyd Dunn
- 1997 – Esther Marley Conwell
- 1998 – Rolf Landauer
- 1999 – Kees Schouhamer Immink
- 2000 – Jun–ichi Nishizawa
- 2001 – Robert Heath Dennard
- 2002 – Edward E. Hammer
- 2003 – Não houve premiação
- 2004 – Federico Capasso
- 2005 – Peter Lawrenson
- 2006 – Fawwaz T. Ulaby
- 2007 – Russell Dean Dupuis
- 2008 – Dov Frohman
- 2009 – Tingye Li
- 2010 – Ray Dolby
- 2011 – Isamu Akasaki
- 2012 – Michael Francis Tompsett
- 2013 – Ivan Paul Kaminow
- 2014 – Ralph Baer
- 2015 – James Julius Spilker
- 2016 – Robert W. Broderson
- 2017 – Magnus George Craford[4]
- 2018 – Eli Yablonovitch
- 2019 – Ursula Keller[5]
- 2020 – Frede Blaabjerg
- 2021 – Kenichi Iga
- 2022 – Alan Bovik
- 2023 – Hiroyuki Matsunami
- 2024 – Vincent W. S. Chan